# Saul Chaim Horowitz

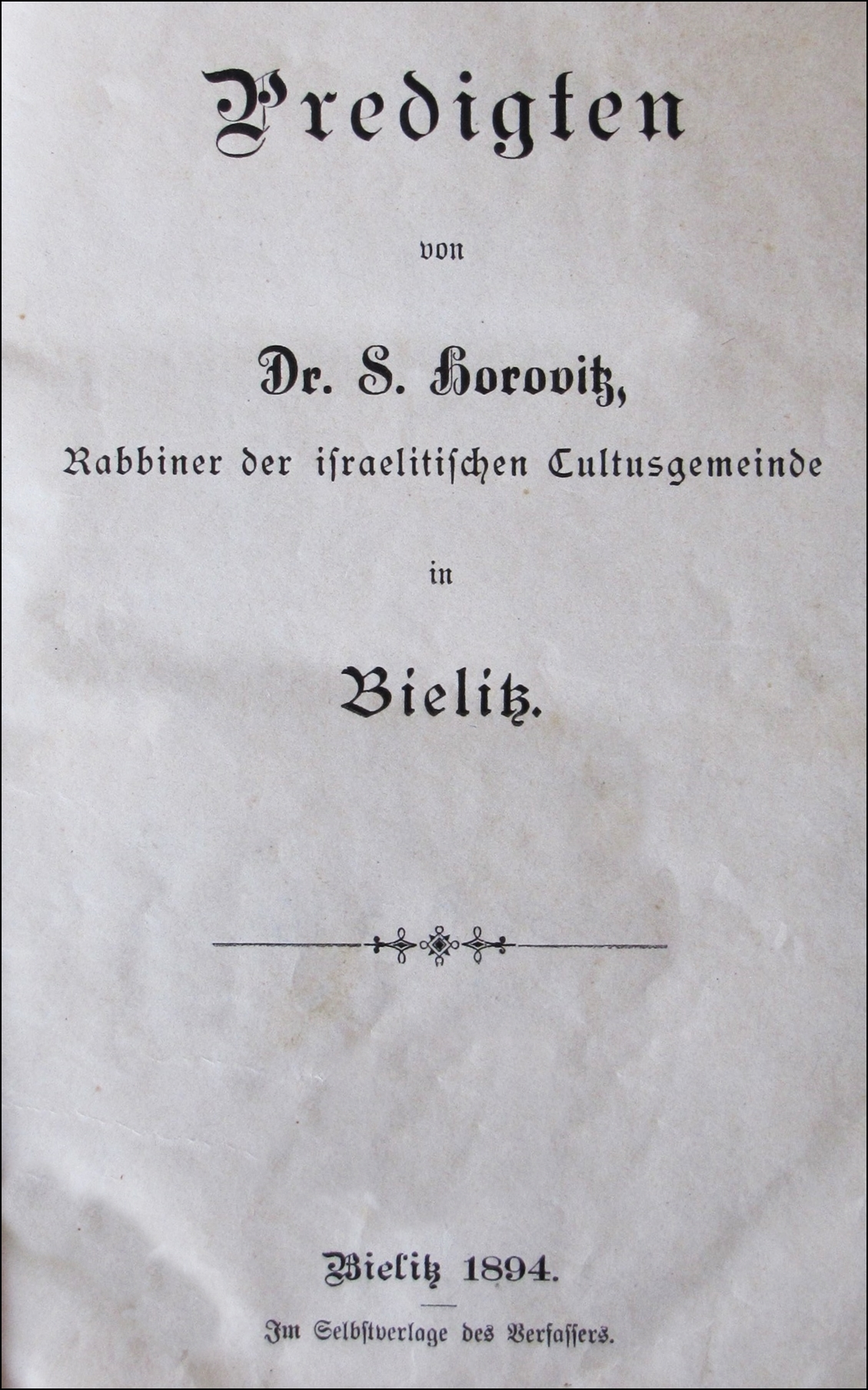
Kazania Saula Horowitza wydane w Bielsku w 1894

Saul Chaim Horowitz (ur. 1 listopada 1858 w Czanto, zm. 2 kwietnia 1921 we Wrocławiu) – niemiecki rabin i teolog.

## Życiorys
Pochodził z rodziny żydowskiej, urodził się w Czanto na Węgrzech. Studia odbył na uniwersytetach w Monachium i we Wrocławiu. W 1885 ukończył Żydowskie Seminarium Teologiczne we Wrocławiu, gdzie później był wykładowcą. W latach 1888–1896 pełnił funkcję rabina gminy żydowskiej w Bielsku.
Zmarł we Wrocławiu w 1921, został tam pochowany na Starym Cmentarzu Żydowskim.